# Corporatização
Corporatização é o processo de transformação e reestruturação de ativos estatais, agências governamentais, organizações públicas ou organizações municipais em corporações. Envolve a adoção e aplicação de práticas de gestão de negócios e a separação da propriedade da administração por meio da criação de uma sociedade anônima ou estrutura acionária para a organização. O resultado da corporatização é a criação de corporações estatais (ou corporações em outros níveis de governo, como corporações municipais ) onde o governo mantém a propriedade majoritária das ações da corporação. A corporatização é realizada para melhorar a eficiência de uma organização, para comercializar suas operações, para introduzir técnicas de gestão corporativa e de negócios para funções públicas, ou como um precursor da privatização parcial ou total.

## História
O movimento em direção à reforma econômica neoliberal e à reforma do serviço público da Nova Administração Pública na década de 1980 levou à privatização de funções públicas em muitos países.  A corporatização era vista como um meio-termo no caminho para a privatização. Essas empresas estatais são organizadas da mesma forma que as empresas privadas, com a diferença de que as ações da empresa permanecem de propriedade do Estado e não são negociadas na bolsa de valores . A corporativismo é hoje muitas vezes vista como um fim em si mesma para introduzir autonomia nas organizações, esperando-se que isso traga ganhos de eficiência.
A República Popular da China implementou uma reestruturação em larga escala das empresas estatais a partir das reformas econômicas iniciadas em 1978, onde as empresas estatais receberam maior autonomia em suas operações do planejamento estatal em toda a economia. Isso culminou em uma onda maciça de corporatização entre 1992 e 2002 com a adoção de uma economia de mercado e a abertura das bolsas de valores de Shenzhen e Xangai. A corporatização envolveu a reestruturação de empresas estatais para operar como entidades comerciais e de mercado, mantendo a propriedade estatal ou a propriedade majoritária do estado.
Alguns argumentam que a tendência à corporatização se acelerou devido à crise financeira, embora haja evidências de que houve uma tendência à corporatização desde pelo menos o início do século.

## Razões e efeitos
A corporatização pode ser usada para melhorar a eficiência da prestação de serviços públicos (com sucesso misto), como um passo em direção à privatização (parcial) ou para aliviar o estresse fiscal.

### (Potencialmente) melhorando a eficiência
Um dos principais objetivos da corporatização é a externalização. O efeito da corporativização tem sido converter os departamentos estaduais (ou serviços municipais) em empresas públicas e interpor as diretorias comerciais entre os ministros acionistas/câmaras municipais e a direção das empresas. Essa externalização cria autonomia legal e gerencial dos políticos, o que poderia aumentar a eficiência, pois protege a empresa da exploração política. No entanto, a empresarialização também pode deixar de trazer eficiência (ou causar ineficiência), pois essa autonomia reduz a capacidade do governo de fiscalizar sua gestão. Se a corporatização é benéfica pode depender da natureza do serviço que é corporativo, onde a autonomia pode ser menos benéfica para serviços mais politizados e complexos.

### Passo para a privatização ou hibridação
Embora a corporatização deva ser distinguida da privatização (a primeira envolve empresas estatais, a última empresas privadas), uma vez que um serviço tenha sido corporativo, muitas vezes é relativamente fácil privatizá-lo ou privatizá-lo parcialmente, por exemplo, vendendo alguns ou todos ações da empresa via bolsa de valores. Em alguns casos (por exemplo, a Holanda em relação ao abastecimento de água) existem leis para evitar isso. </link> A corporatização também pode ser um passo para a criação de formas híbridas de organização, como parcerias institucionais público-privadas ou organizações de serviços intermunicipais.

### Aliviar o estresse fiscal
A corporativismo também é um meio de aliviar o estresse fiscal, pois as corporações podem se tornar organizações autônomas que não contam para os orçamentos dos municípios.

## Prevalência
A corporatização de empresas estatais e empresas de propriedade coletiva foi um componente importante do programa de reestruturação econômica de nações ex-comunistas, principalmente a República Popular da China. A economia de mercado socialista contemporânea da China é baseada em um setor estatal corporativo, onde as empresas estatais são de propriedade do governo central, mas administradas de maneira semi-autônoma. Corporatização também tem sido usado na Nova Zelândia e a maioria dos estados da Austrália na reforma de seus mercados de eletricidade, bem como em muitos outros países e indústrias (ex. empresas holandesas de abastecimento de água.

## Principais áreas

### Nível nacional
Em escala nacional, as principais áreas de serviços que foram corporativas no passado incluem: 
- Ferrovias o impulso inicial para a corporatização de funções que antes pertenciam a órgãos governamentais nacionais e locais começou no âmbito da construção de ferrovias nacionais em meados do século XIX.
- Rodovias corporativas, por exemplo , estradas com pedágio .
- Eletricidade corporativa
- Telecomunicações

### Nível local
Em escala local, as principais áreas de serviços que foram corporativas incluem: 
- Água corporativa, por exemplo, as empresas holandesas de abastecimento de água são empresas estatais (principalmente por municípios, mas também por governos regionais). Para o envolvimento de empresas privadas no abastecimento de água, ver indústria da água e privatização da água .
- Serviços de ônibus
- Recolha de lixo
- Desenvolvimento Habitacional
- serviços de emprego do estado
- Teatros e instituições culturais